# 小山田いく
小山田 いく（おやまだ いく、1956年6月10日 - 2016年3月23日）は、日本の漫画家。代表作に『すくらっぷ・ブック』など。本名は田上 勝久（たがみ かつひさ）。同じく漫画家のたがみよしひさは実弟。

## 略歴
長野県小諸市生まれ。小諸市立坂の上小学校、小諸市立芦原中学校、長野工業高等専門学校機械工学科卒業。卒業後の1979年、本名で描いた『五百羅漢』（『別冊ビッグコミック』12月1日号）で漫画家デビュー（これ以前にも“幻のデビュー作”として、第4回小学館新人コミック大賞を受賞した「菩薩」がある）。同年、「12月の唯」（第13回「週刊少年チャンピオン新人まんが賞」佳作）で小山田いく名義に変更し『週刊少年チャンピオン』にてデビューした（同期の受賞者は、入選の神矢みのる、佳作の木村和昭など）。その後、『春雨みら〜じゅ』『三角定規ぷらす1』といった読切短編を発表する。
1980年、故郷の小諸市を舞台とした青春ラブコメディ『すくらっぷ・ブック』で連載デビューする。この作品は前3作の短編から『春雨みら〜じゅ』の柏木晴（かしわぎ はる）を主人公とし、これら3作全ての登場人物を含めた「市立芦ノ原中学校」での学園生活（2学年進級から中学校卒業まで）を描くというもので、一躍人気を獲得する。
『すくらっぷ・ブック』以降しばらくは、短編『シューティング・ザ・ムーン』『ぶるうピーター』『ウッド・ノート』など、同様の恋愛青春群像を中心に描いていたが、1987年発表の『マリオネット師』ではマリオネットを操る若きスリ師の目を通して様々な人生劇を描く手法で、その人気を不動のものとする。以降、環境問題や社会問題を取り上げた作品を得意とするようになる。
民話や神話、古典文学、自然科学といった分野に造詣が深く、特に初期作品には民話や神話をモチーフにした作品やエピソードが多い。登場人物のセリフ中にも古典詩や俳句などがよく引用される。また鉄道にまつわる作品も多数発表している。工業高専卒ながら工学理数系はあまり得意ではなかったとしているが、作品には機械いじりが趣味というキャラクターも多く登場する。過去作品のキャラクターが成長ないし過去の人物として再登場することも多く、読者にとっては楽しみの一つでもあった。「大山田博士」や「寿司ごん店長」など、一部のキャラクターはスター・システムとして登場している。
1994年以降は『少年チャンピオン』発行元の秋田書店や、ぶんか社発行のミステリー・ホラー誌に執筆の場を移して活動した。
2016年3月23日、小諸市の自宅にて倒れているのが発見され、死亡が確認された。享年59。
執筆予定だった雑誌には弟のたがみよしひさが代わって、家族の想い出を描いたその短編「欠片の記憶」を描いた。「欠片の記憶」には「小山田いくこと田上勝久も肝硬変で死んだ……」と記されている。

## 作品リスト
- すくらっぷ・ブック - 全11巻連載デビュー作。復刊ドットコムより選集（全4巻）として2006年に復刊。
  - シューティング・ザ・ムーン - 短編作品。「すくらっぷ・ブック」少年チャンピオンコミックス版最終11巻に収録されていたが、選集版には収録されていない。
- 星のローカス - 全5巻。最終巻に短編作品「ヘスペリス・ブルー」「ドリュアス エン」「雪のポックル」を収録。
- ぶるうピーター - 全8巻。「すくらっぷ・ブック」の高校生版とも言うべき作品。復刊ドットコムより選集（全3巻）として2007年に復刊）
- ウッド・ノート - 全8巻。バードウォッチングをテーマにした恋愛漫画。復刊ドットコムより選集（全4巻）として2007年に復刊。
- きみはノルン - 全3巻。
- きまぐれ乗車券 - 小学館ビッグコミックスより全1巻。2006年、復刊ドットコムより選集として復刊。選集版には「くすのき亭の日々（全3話）」と短編読切「約束（まんがライフ1999年1月号）」を収録。
- ラスト☆シーン - 全1巻。短編作品「三畳紀のシンデレラ」を収録。
  - ダスト・ジャケット（単行本未収録読み切り）
- もののけトゥモロウ - 全1巻。単行本に表題作と短編作品「ボッシュの地平線」収録。
- どん亀サブマリン - 全1巻。「ぶるうピーター」登場人物の孫達を描いた作品。表題作全2話と「むかしキュービック（全2話）」「ゲーム・オーバー」「空と呼べ」「無節操に怪談」を収録
- 霊能バトル - 全3巻。
- ろこモーション - 秋田書店サンデーコミックスより全3巻。
- マリオネット師 - 全11巻。
- 迷い家ステーション - 全5巻。
- 風の宿（かぜのやどり） - 全8巻。
- 衆楽苑（しゅうらくえん） - ヤングチャンピオンコミックスより2巻まで刊行されるも、最終第3巻が未刊だった。復刊ドットコムより2005年に全1巻で復刊。短編作品「さんさ橋」を収録。
- クイーンビー(Queen Bee) - 全1巻。単行本に「吉祥師京太郎の推理 前後編（原作・樋口雅一）」を収録。
- アニマルDr.由乃（1999年〜2000年に『サスペリア』にて初出、復刊ドットコムより2004年末に復刊）
- 合歓リポート（ねむリポート） - 全1巻。
- フォーナが走る - 全4巻
- むじな注意報! - 全5巻。「すくらっぷ・ブック」の17年後という設定の作品。最終巻には短編連作『ドリーマーの季節(ころ)・全2話』を収録。
- 生命のダイアリー（いのちのダイアリー）（原作・取材：達山一歩） - 全1巻。
- 青色学級（ホラー・コミックス） - 秋田書店ホラーコミックス。全1巻。
- 紅い十字路（ホラー・コミックス） - 秋田書店ホラーコミックス。全1巻。
- あの悪魔（ホラー・コミックス） - 秋田書店ホラーコミックス。全1巻。
- 空っぽの命（ホラー・コミックス） - 秋田書店ホラーコミックス。全1巻。
- 臨死界より（ホラー・コミックス） - 秋田書店ホラーコミックス。全1巻。
- 魑魅（すだま） - 2000年にスコラ社バーズコミックより全2巻。復刊ドットコムより2007年に全1巻で復刊。短編作品『下闇の香り』収録。
- 五百羅漢 - 全1巻。漫画家デビュー作である表題作とサスペリアに掲載した短編を収録して復刊ドットコムより2006年に刊行。
- 稲川淳二の最新・怖い話（文庫版）
- 最下層淫売遊女 - ぶんか社の「まんがグリム童話」シリーズより『南総里見八犬伝～伏姫悲恋～』『好色五人女～お夏清十郎物語』『夜鷹の帰る場所』『首が欲しい』の4篇を収録。
- マンガでわかるソフト開発入門
- 奇跡のスピリチュアル・パワー驚異のヒーラー旭太郎（海王社。永久保貴一、桜木さゆみと共著）
- 道はコンチェルト（プレイコミックシリーズ版『我が名は狼（うるふ）』第1巻収録・たがみよしひさとの合作）
- 小山田いく まんが昔ばなし傑作集（エンペラーズコミックス）-  全5巻。ぶんか社の「まんがグリム童話」シリーズで描かれた作品をまとめ、2023年に電子書籍で刊行された。
  - 第1巻『鶴の恩返し』『藪の中』『若返りの水』『橋姫』『花嫁人形』
  - 第2巻『鬼が笑う』『おむすびころりん』『うば捨て山』『南極物語～タロとジロ～』
  - 第3巻『羅生門の田楽子』『北風と太陽』『山寺の和尚さん』『七夕物語』『嫁おどしの面』
  - 第4巻『こぶ取り』『首なし地蔵』『大岡裁き～我が子の手～』『鶴の恩返し』『女囚物語』
  - 第5巻『かぐや姫』『絵姿女房』『故郷－ふるさと－』『革命を夢見た女』